# N'oubliez pas
Chansons représentant la France au Concours Eurovision de la chanson
Moustache
(2014) J'ai cherché
(2016)
N'oubliez pas est la chanson qui représente la France au Concours Eurovision de la chanson 2015 à Vienne, interprétée par la chanteuse française Lisa Angell. Elle est écrite et composée par Robert Goldman.

## Résultat
La chanson se classe 25e sur 27, avec 4 points. La directrice des divertissements de France 2 Nathalie André ayant sélectionné la chanteuse déclare à la suite de ces résultats : « Ma connerie est d’y être allée avec une voix plutôt que d’y être allée avec Enrique Iglesias. Je suis prête à prendre ma revanche pour 2016 et je m’y mets dès aujourd’hui. ».

## Classement hebdomadaire
| Classement (2015) | Meilleure position |
| ----------------- | ------------------ |
| France (SNEP)     | 74                 |